# (12238) Актор
(12238) Актор (др.-греч. Ἀκθορ) — типичный троянский астероид Юпитера, движущийся в точке Лагранжа L4, в 60° впереди планеты. Астероид был открыт 5 октября 1996 года бельгийскими астрономами Эриком Эльстом и G. Pizarro в обсерватории Ла-Силья и назван в честь одного из персонажей древнегреческой мифологии.

Орбита астероида Актор и его положение в Солнечной системе